# Мартін Понсілуома
Мартін Понсілуома (швед. Martin Ponsiluoma) — шведський біатлоніст, чемпіон світу, призер чемпіонату світу. 

## Кар'єра
Золоту медаль чемпіона світу Понсілуома здобув у спринтерській гонці світової першості 2021 року, що проходила в словенській Поклюці. Він також отримав бронзову медаль того чемпіонату у складі збірної Швеції у змішаній естафеті та срібну медаль в складі чоловічої естафетної збірної. 

## Результати
За даними Міжнародного союзу біатлоністів.

### Виступи на Олімпійських іграх
| Ігри           | Інд. гонка | Спринт | Персьют | Масстарт | Естафета | Змішана естафета |
| -------------- | ---------- | ------ | ------- | -------- | -------- | ---------------- |
| Пхьончхан 2018 | 38         | —      | —       | —        | —        | —                |
| Пекін 2022     | 12         | 6      | 11      | Срібло   | 5        | 4                |

### Виступи на чемпіонатих світу
| Чемпіонат        | Інд. гонка | Спринт | Персьют | Масстарт | Естафета | Змішана естафета | Одиночна змішана естафета |
| ---------------- | ---------- | ------ | ------- | -------- | -------- | ---------------- | ------------------------- |
| Естерсунд 2019   | 47         | —      | —       | —        | 7        | —                | —                         |
| Антерсельва 2020 | 29         | 27     | 23      | 29       | 10       | —                | —                         |
| Поклюка 2021     | 35         | Золото | 13      | 9        | Срібло   | Бронза           | —                         |

*В олімпійські сезони змагання проводяться тільки з дисциплін, що не входять в програму Ігор.